# براندنبورگ
براندنبورگ (به آلمانی: Brandenburg، به سوربی پایین: Bramborska، به سوربی بالا: Braniborska) یکی از شانزده ایالت آلمان است. مرکز این ایالت شهر پوتسدام است.
ایالت براندنبورگ در خاور کشور آلمان واقع شده و یکی از ایالت‌های جدید آلمان است که پس از اتحاد سال ۱۹۹۰ دو آلمان، تشکیل شد.
ایالت براندنبورگ (Brandenburg) در شمال شرقی آلمان قرار دارد و مثل کمربندی که به «کمربند چربی خوک» (Speckgürtel) معروف است، پایتخت این کشور، برلین، را در بر می‌گیرد. ایالت براندنبورگ، ۲۹ هزار و ۴۷۷ کیلومتر مربع مساحت دارد. تراکم جمعیت در براندنبورگ زیاد نیست. پایتخت این ایالت، شهر پوتسدام (Potsdam) در زمان دولت پروس هم مرکز این خطه بود. قصرهای بی‌شمار و پارک‌های بی‌نظیر، از شکوه و جلال این دوره خبر می‌دهند. شهر پوتسدام به‌خاطر داشتن امکانات زیربنایی، معماری زیبا و نزدیکی به پایتخت، از سطح زندگی بالایی برخوردار است.
براندنبورگ پیرامون برلین را فراگرفته است ولی شامل برلین نمی‌شود.
ازنظر تاریخی، براندنبورگ زمانی یک کشور مستقل بود و مارگراف‌نشینِ براندنبورگ نام داشت. این مارگراف‌نشین هستهٔ اصلی کشور مستقل پروس را تشکیل داد.

## طبیعت بکر
طبیعت سرشار و بکر این ایالت، با دریاچه‌های بی‌شمار، جلوهٔ خاصی به این سرزمین می‌بخشد. یک سوم مساحت این خطه، زیر چتر مقررات حمایت از منابع طبیعی قرار دارد. رودهای بی‌شمار، حدود سه هزار دریاچه، جنگل‌های بی‌کران و خیابان‌های پهن با درخت‌های کهن و تنومند، گردشگران زیادی را از سراسر جهان به خود جلب می‌کنند. گفته می‌شود که اهالی این منطقه به‌ویژه، «فضیلت‌های پروسی» ای نظیر «نظم، کوشایی و مسئولیت» را هنوز حفظ کرده‌اند.

## صنعت و تکنولوژی
صنایع فلزسازی، شیمی و فناوری هوایی به‌طور سنتی، مهم‌ترین منابع اقتصادی در این منطقه بوده است. شاخه‌های فناوری مدرن تولید انرژی و بیوتکنیک نیز در چند دههٔ اخیر اهمیت ویژه‌ای یافته است. در براندنبورگ بیش از ۲۵۰ مؤسسهٔ پژوهشی، از جمله انستیتوهای مهم تحقیقی ماکس پلانک (Max-Planck) و فراونهوفر (Fraunhofer) مشغول به کارند.

## پیشینهٔ سیاسی
نام براندنبورگ، از نام منطقهٔ «برنابورگ در کنار رود هاول» (Brennaburg an der Havel) گرفته شده است. شاه هاینریش اول (König Heinrich I) این خطه را در سال ۹۲۹ میلادی، پس از پیروزی در جنگی با اسلاوها به خاک خود افزود. تا قرن ۱۴ میلادی، برنابورگ، یکی از بزرگ‌ترین دوک‌نشین‌های آلمان بود. در قرن ۱۹ و ۲۰ براندنبورگ و برلین، به مرکز سیاسی دولت پروس و آلمان تبدیل شدند. در سال ۱۹۴۷ سرانجام، نیروهای متفقین، دولت پروس را منحل کردند و براندنبورگ به عنوان جزئی از خاک آلمان شرقی، زیر حکومت «جمهوری دموکراتیک آلمان» قرار گرفت. تازه پس از وحدت دو آلمان بود که براندنبورگ، در سوم اکتبر سال ۱۹۹۰، یعنی در روز وحدت دو آلمان، به عنوان یک ایالت نوبنیاد تأسیس شد.

## شهرهای مهم
- کتبوس
- فرانکفورت (اودر)